# Jäts nya kyrka
Jäts nya  kyrka är en kyrkobyggnad i Jät i Växjö stift. Den är församlingskyrka i Ingelstads församling.

## Kyrkobyggnaden
I Jäts församling använde man sin gamla medeltidskyrka ända fram till den nya kyrkans invigning 1910. De flesta närliggande församlingar hade redan under 1800-talet byggt nya, rymliga kyrkor. I Jät kom uppförandet av en ny kyrka igång först 1908. Visserligen hade tanken på att uppföra en ny kyrka väckts redan 1843, men av ekonomiska skäl avstod man.
År 1857 fattades beslut att kyrkan skulle byggas så snart kyrkokassan tillät det. År 1882 enades man om att byggnadsarbetet skulle påbörjas 1887. Men på grund av oenighet beträffande platsen för den nya kyrkans uppförande beslöt kyrkostämman 1885 att nybyggnaden skulle uppskjutas i 10 år. Frågan avgjordes när baron August Wilhelm Rappe på Jätsberg 1902 överlämnade ett gåvobrev  på ett markområde 3 km norr om den gamla kyrkan.
Arkitekt Erik Lallerstedt vid Överintendentsämbetet svarade för ritningarna till den nya kyrkan, som fastställdes av Kungl Majt 1905. Den stilart som Lallerstedt arbetade efter var jugend. Jugendstilen hade lanserats i vårt land av Ferdinand Boberg. Som byggmästare anlitades G H Larsson och F S Andersson, Varola, Skövde.
Den nya kyrkan, som invigdes av biskop N.J.O.H. Lindström den 6 januari 1910, avvek markant ifråga om stilart från de omkringliggande socknarnas nyklassicistiska 1800-talskyrkor. Kyrkan, som byggts i spritputsat tegel, består av ett långhus  med  ett avslutande kor i väster. Sakristian är ansluten till korets sydsida. Tornet med sin höga  kopparklädda spira  och sina säregna ljudöppningar  i klockvåningen indelad  i avsatser är beläget i öster. Invändigt lägger man särskilt märke till den spetsbågiga triumfbågen och det färgrika korfönstret. Koret är försett med ett  kryssvalv. Långhustaket har öppen takstol och är brädklätt invändigt.

## Inventarier
- Dopfunt av snidat målat trä från år 1700.Till funten hör ett lock utformat som en krona.
- Predikstol i  renässansstil  från 1646. Ljudtaket utfört 1713 av bildhuggaren Sven Segervall, Växjö. (Överförd från gamla kyrkan).
- Korfönster komponerat av David Ralson 1965.I övre partiet ses Kristus med evangelistsymboler flankerad av två änglar. I det nedre partiet Maria med barnet  samt en människa omslingrad av synden i en orms gestalt samt en annan människa i bön.
- Processionskrucifix.
- Öppen bänkinredning med sidostycken i  genombruten ornamentik.

## Orgel[1]
- Kyrkans första orgel byggdes 1909 av orgelbyggaren Emil Wirell, Liatorp. Den var pneumatisk och omfattade 12 stämmor, två manualer och pedal.
- Den nuvarande orgeln med fasad är byggd 1958-59 av Frederiksborg Orgelbyggeri och har tolv stämmor fördelade på två manualer och pedal. Orgeln är mekanisk.

### Disposition
| Huvudverk I     | Svällverk II      | Pedal        | Koppel |
| Gedakt 8'       | Rörflöjt 8'       | Subbas 16'   | I/P    |
| Principal 4'    | Gemshorn 4'       | Nachthorn 4' | II/P   |
| Täckflöjt 4'    | Blockflöjt 2'     |              | II/I   |
| Octava 2'       | Kvinta 1 1/3'     |              |        |
| Mixtur 3-4 chor | Dulcian 8'        |              |        |
|                 | Crescendosvällare |              |        |

## Bildgalleri

### Exteriör

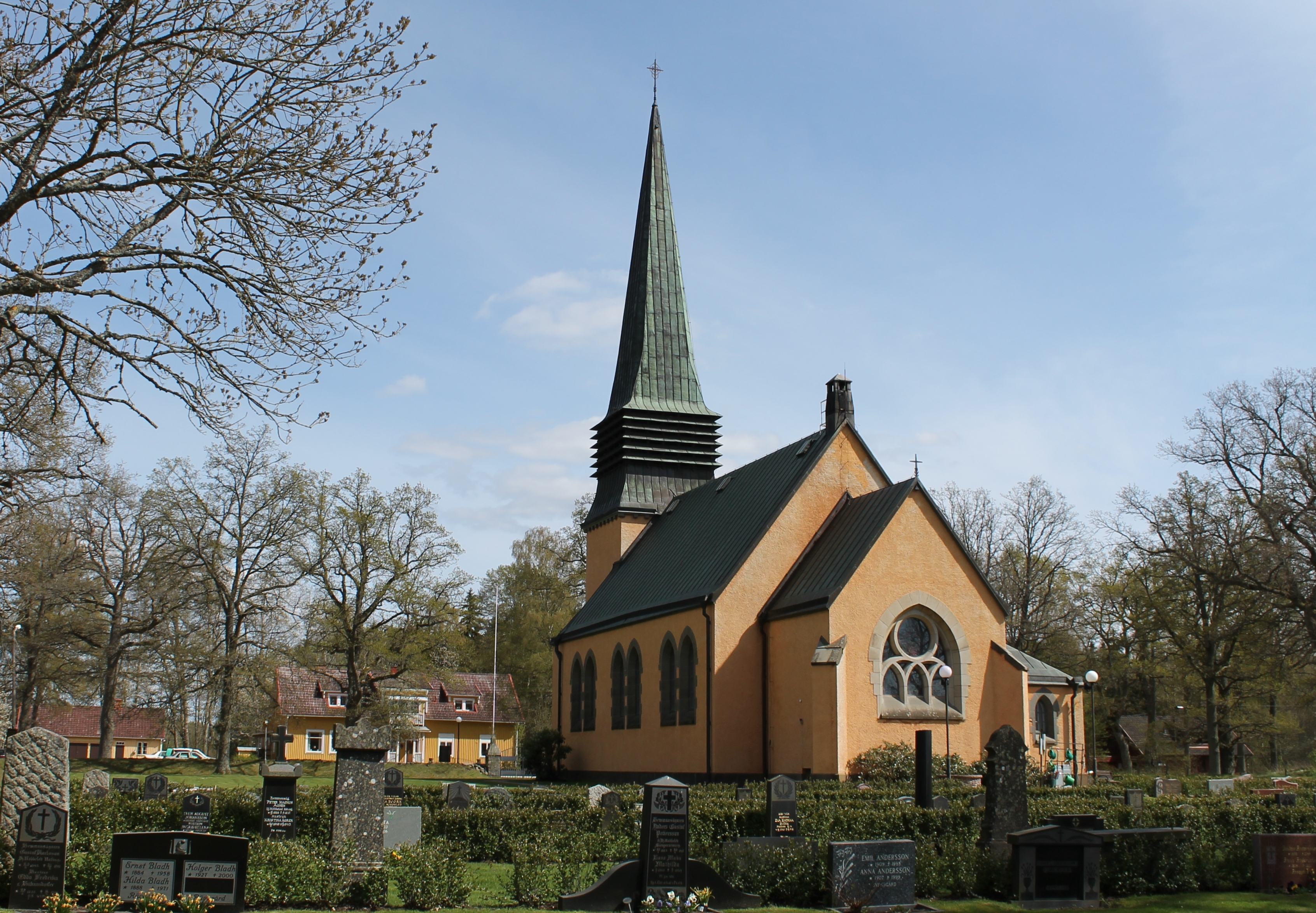
Jäts nya kyrka från nordväst.
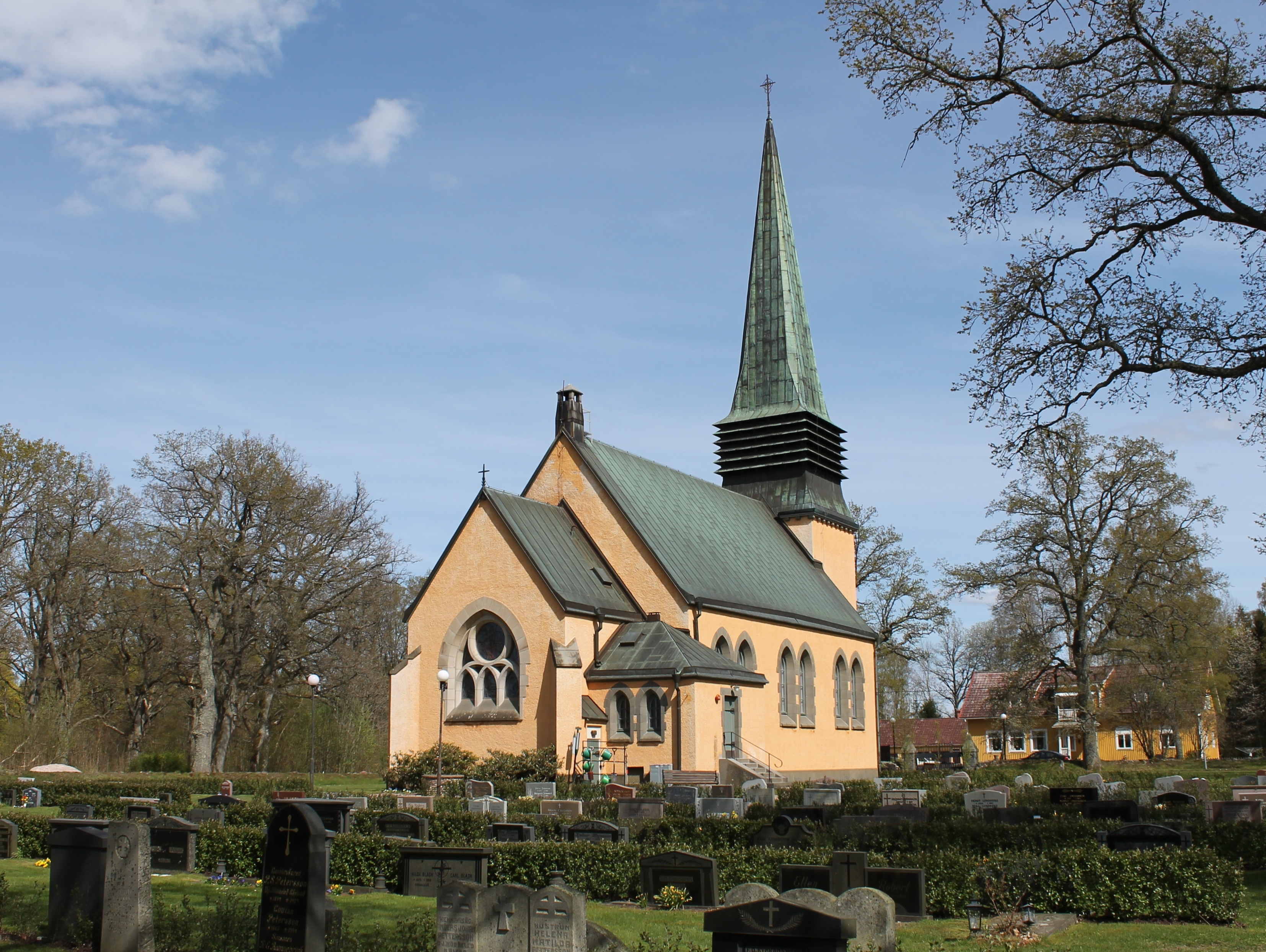
Exteriör från sydväst.
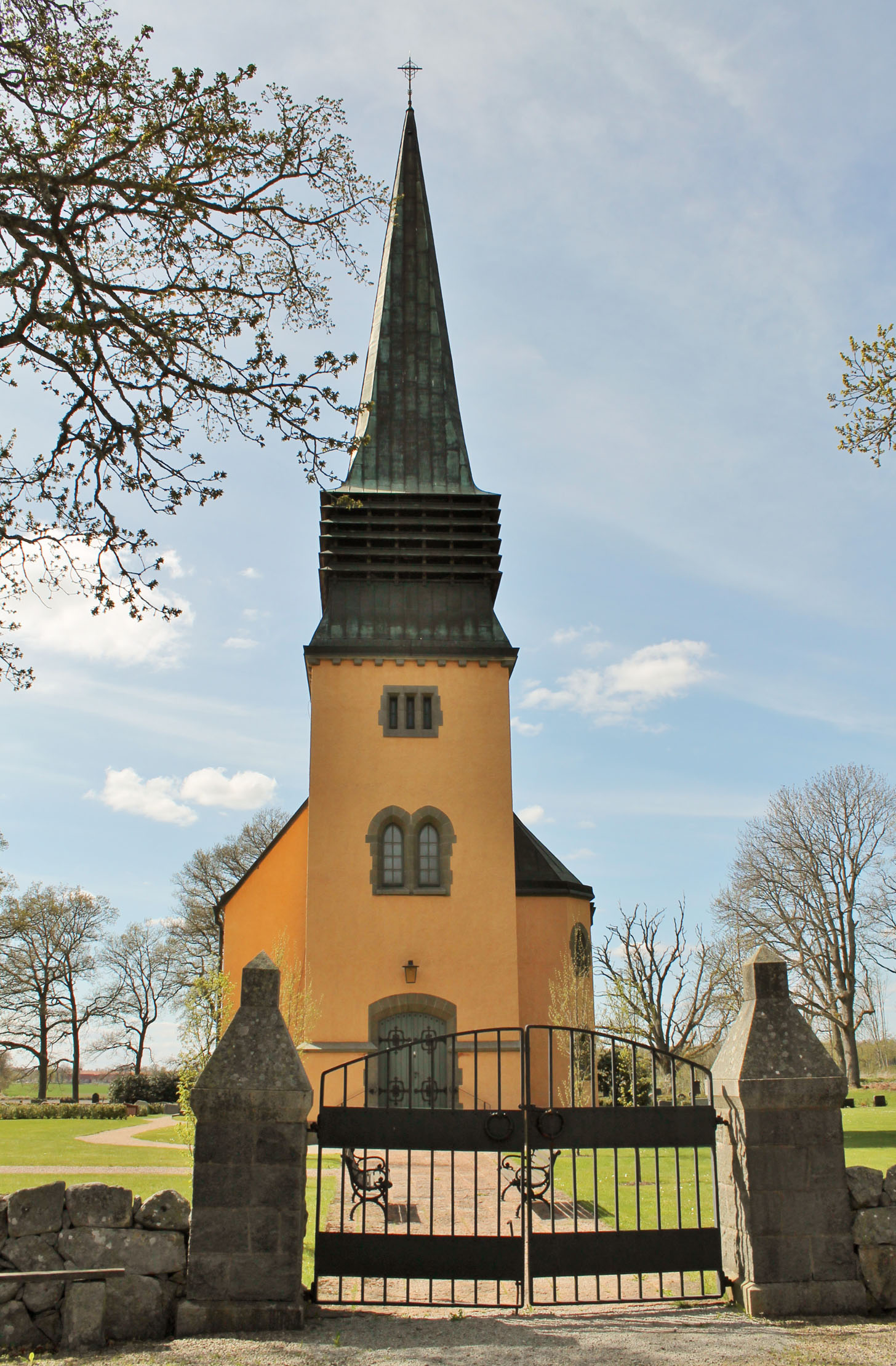
Tornbyggnaden
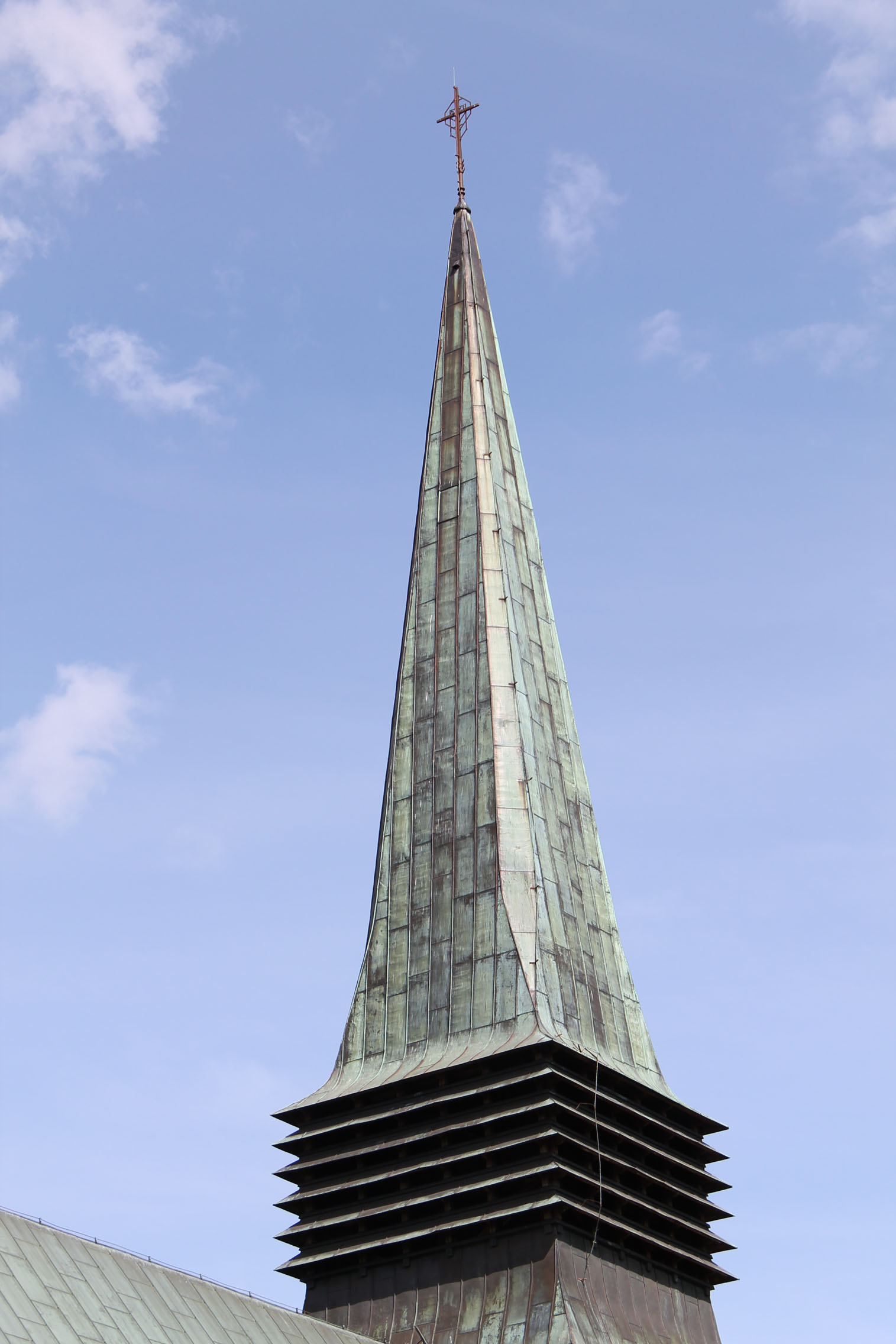
Kyrktornet med ljudöppningarna.
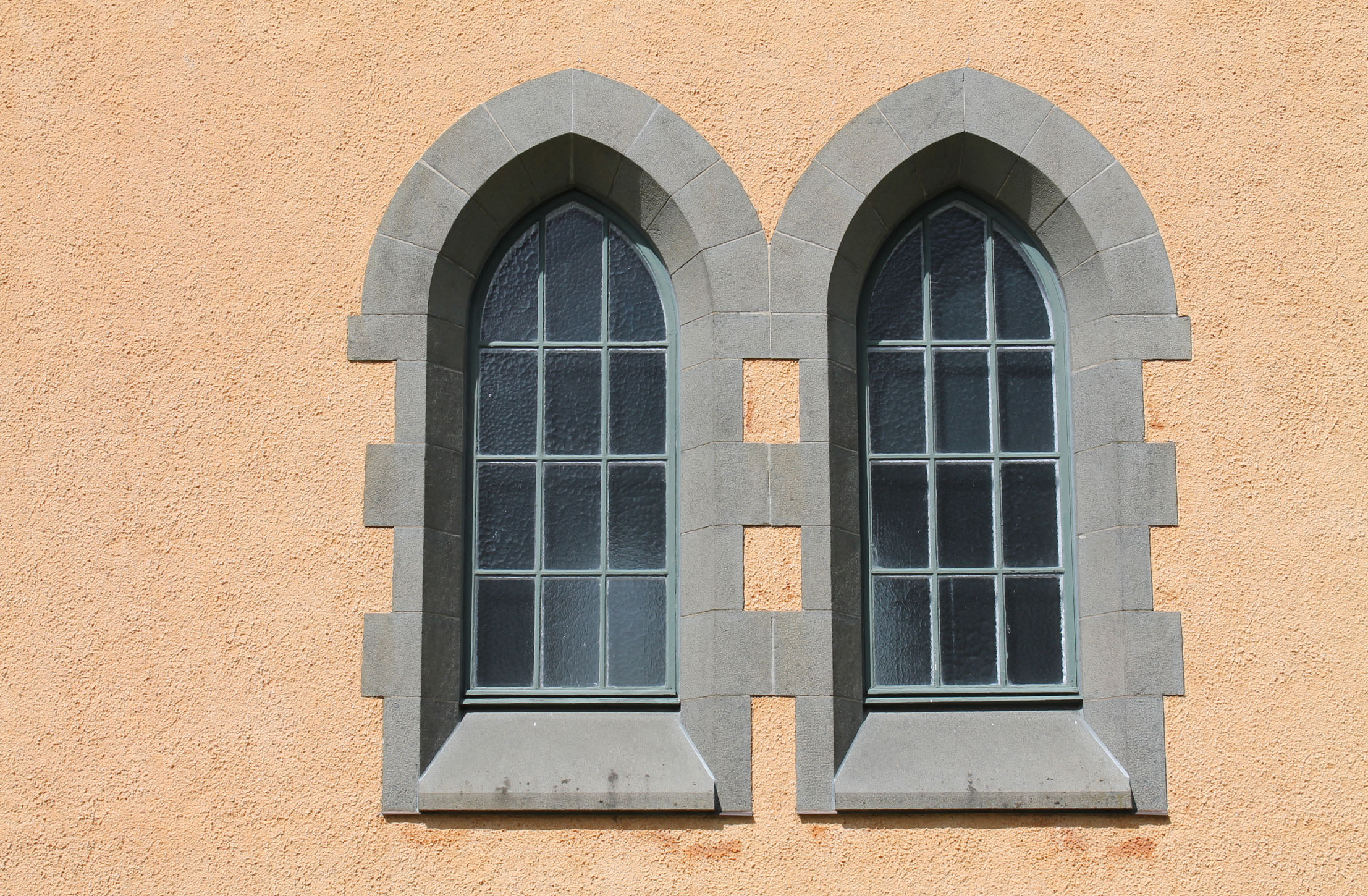
Långhusets kopplade fönster .
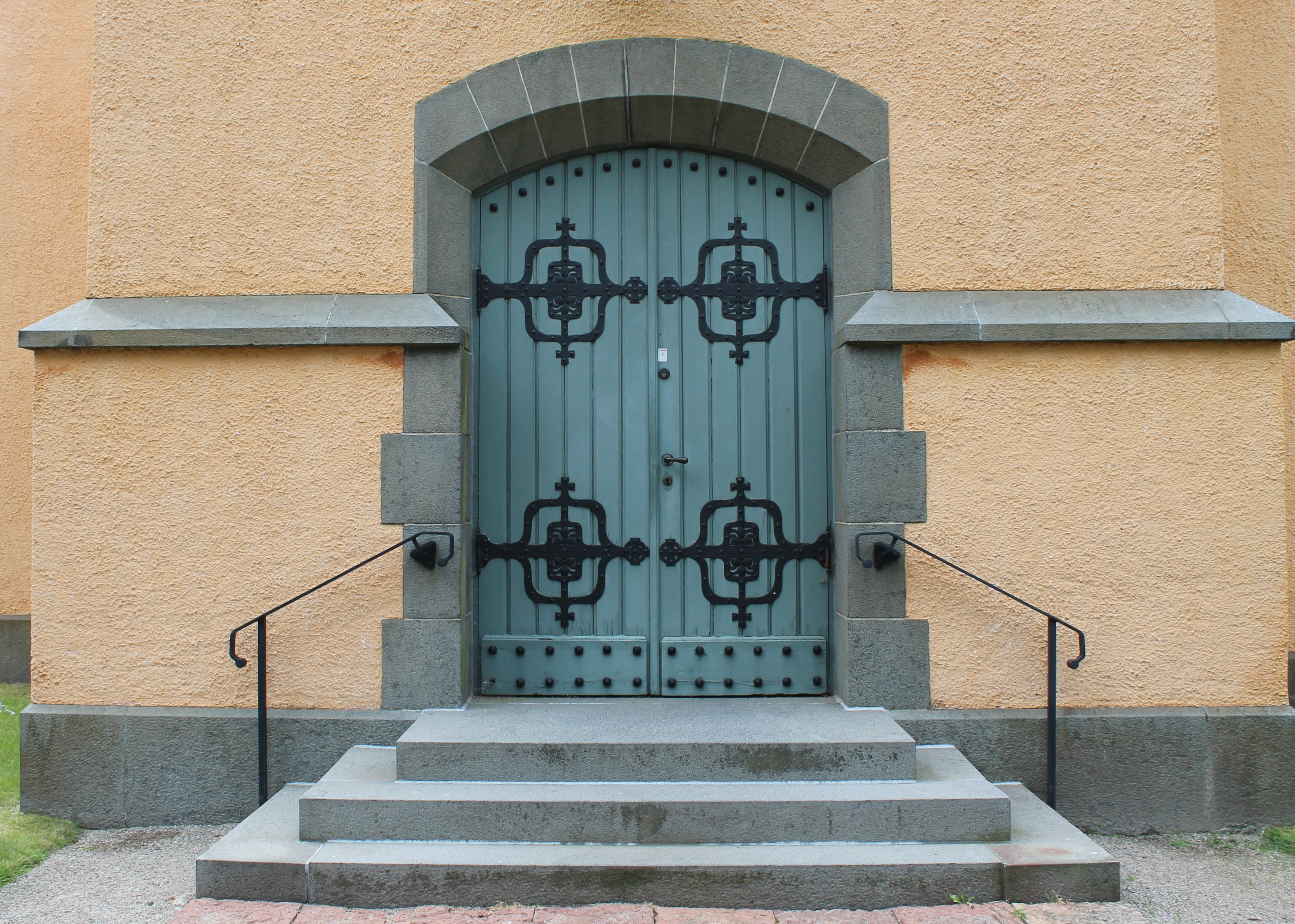
Kyrkdörren  med omfattning.

### Interiör

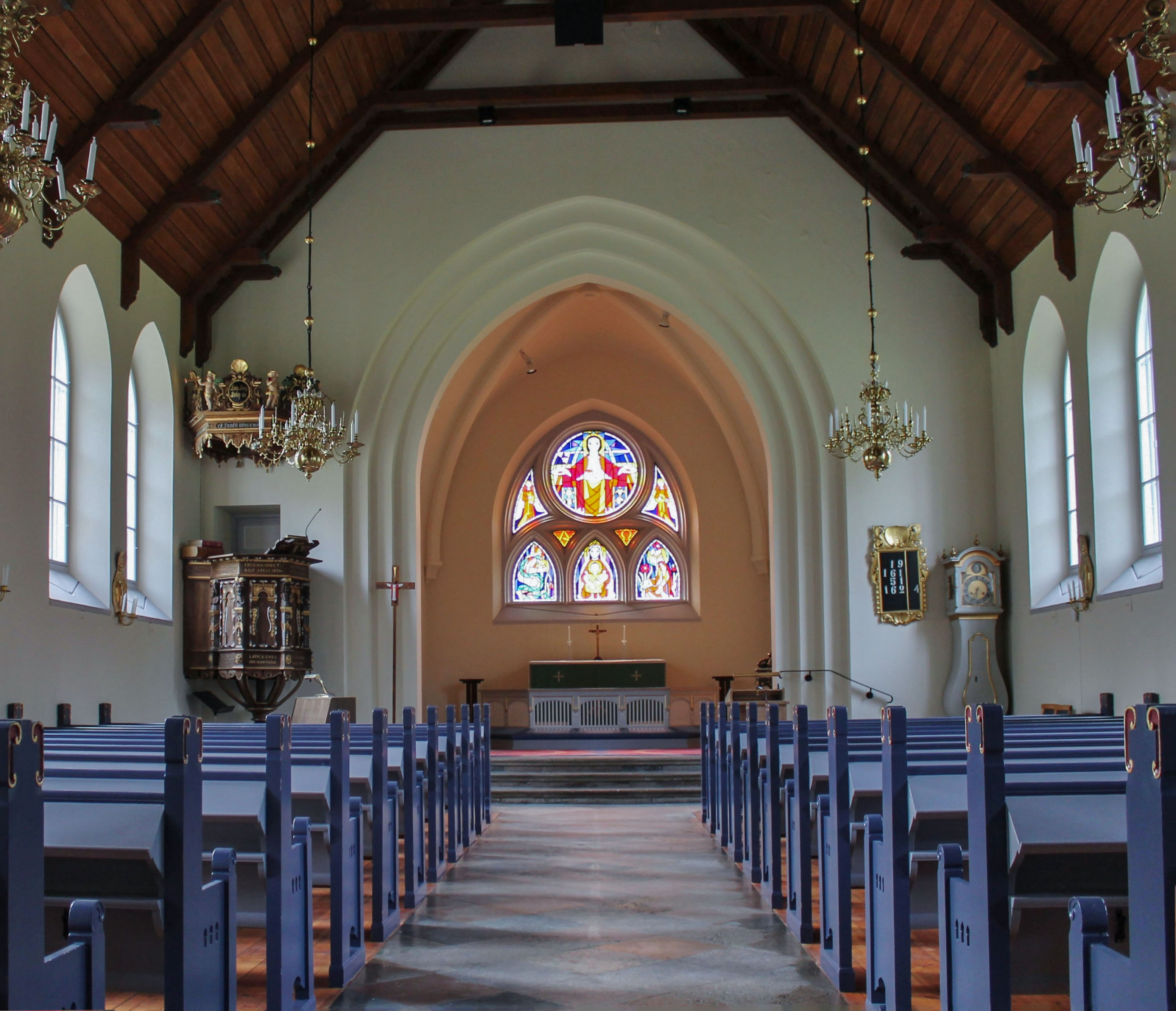
Intriör mot väster.
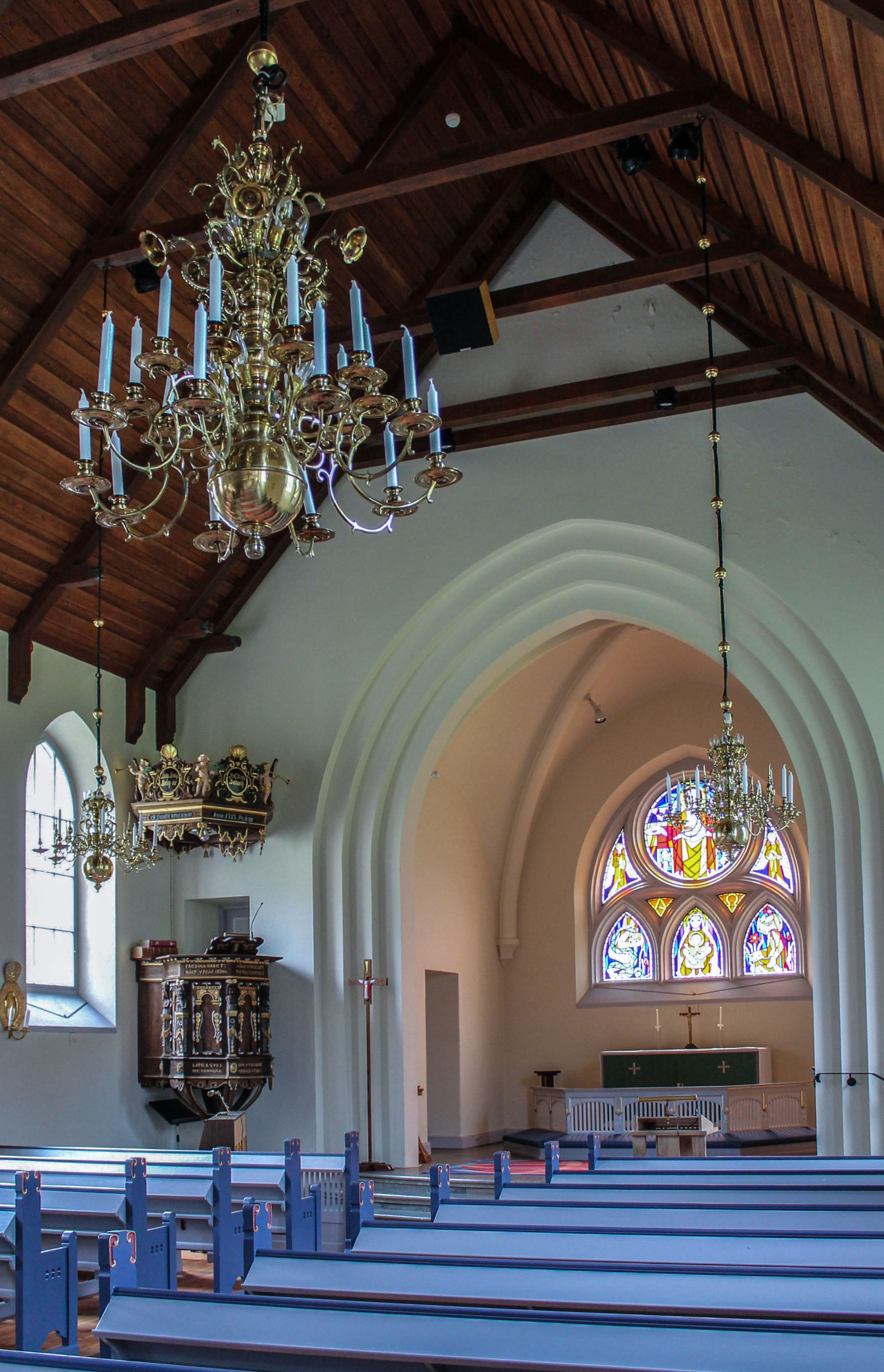
Koret med triumfbågen.
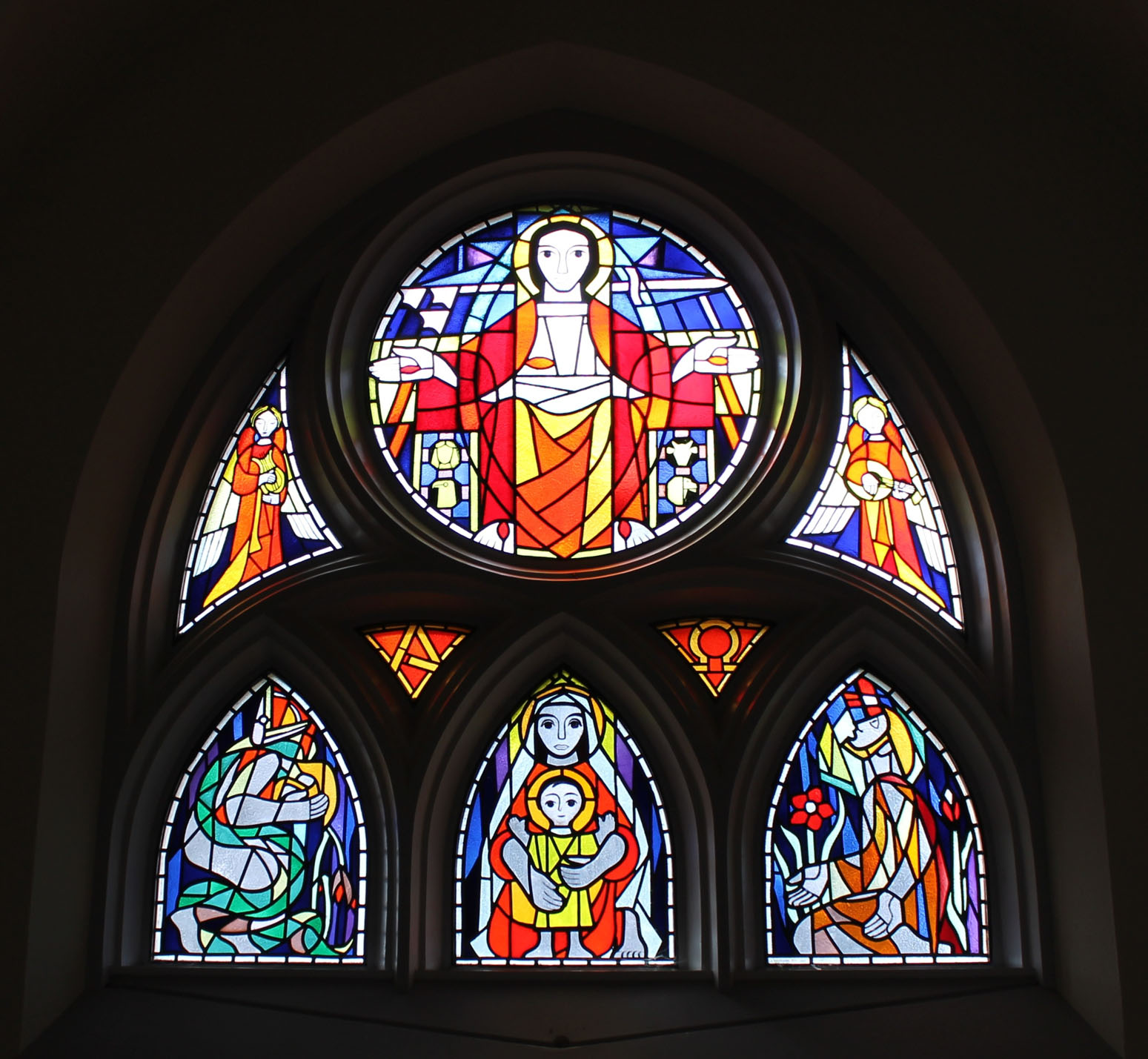
David Ralsons glasmålningar.
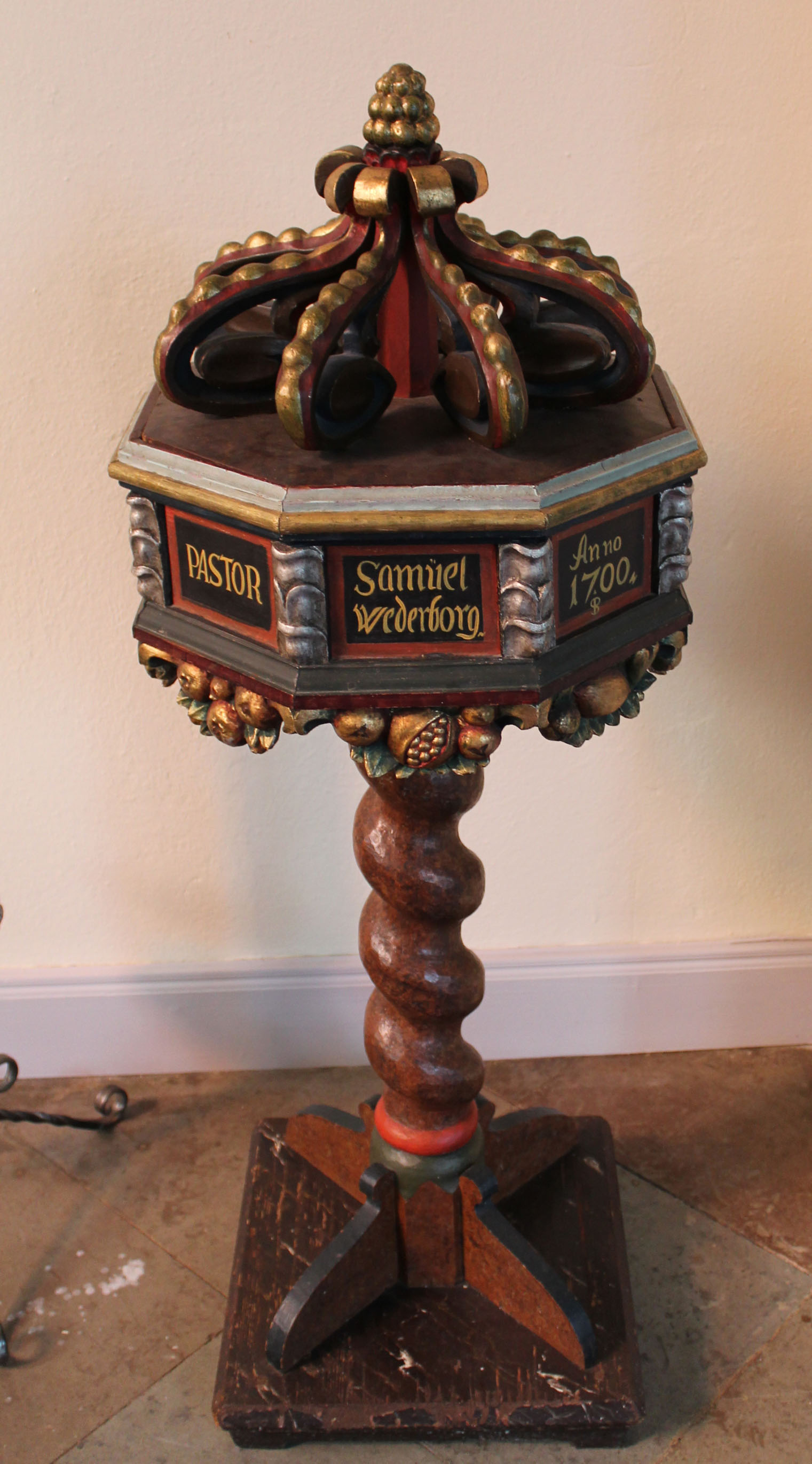
Dopfunten i snidat och målat trä från 1700.
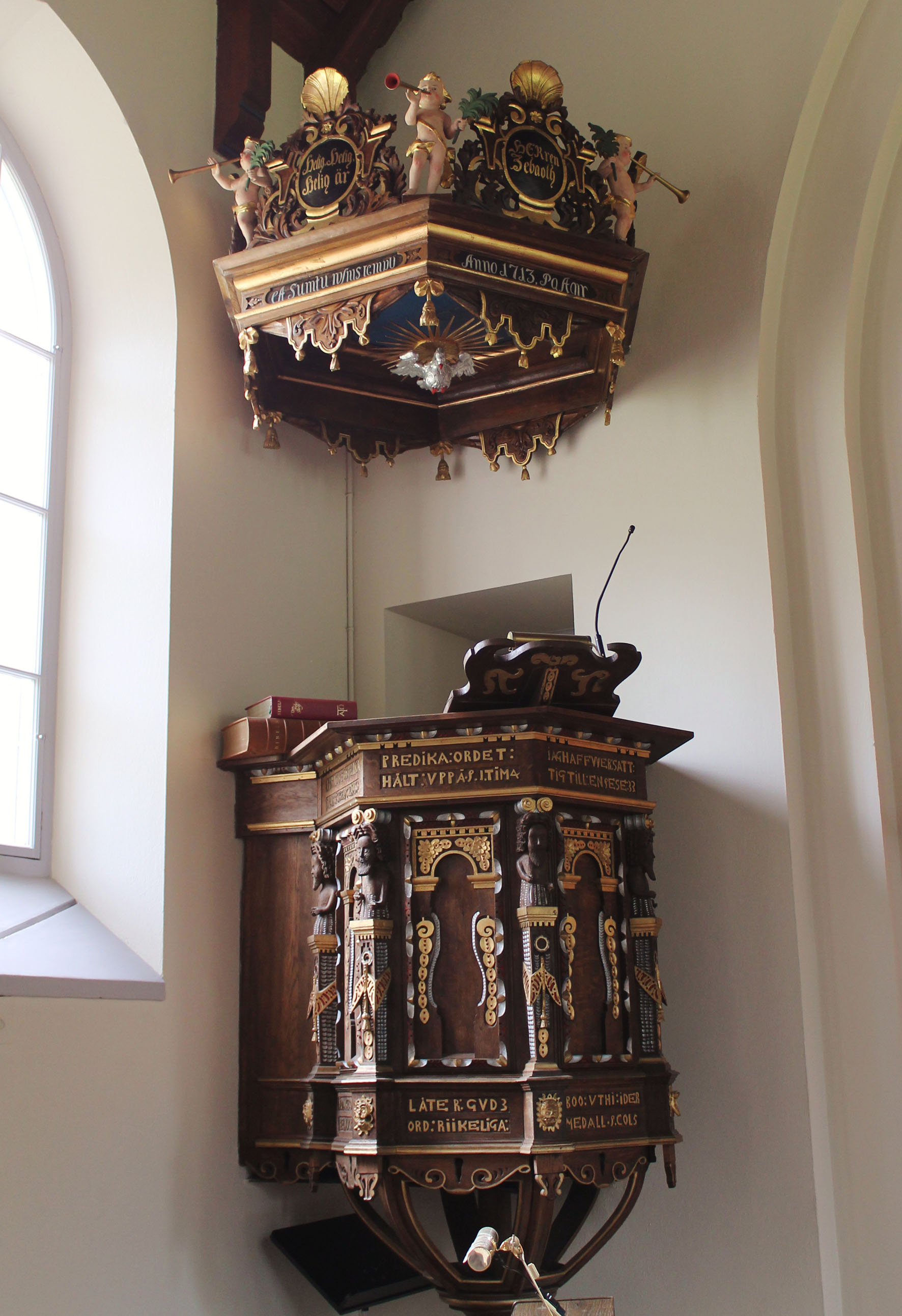
Predikstolen  med ljudtak.
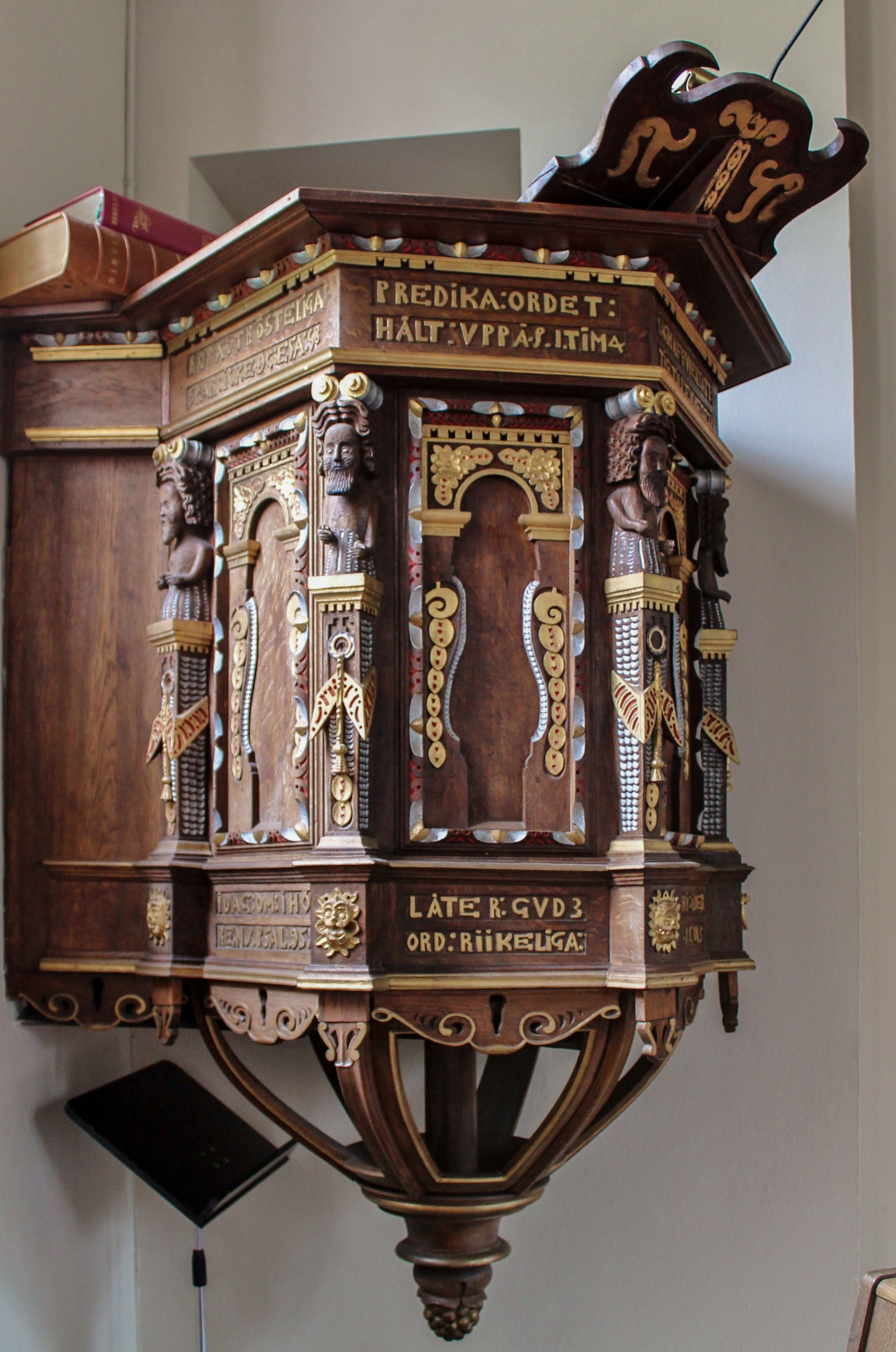
Korgen i renässans utförd 1646.
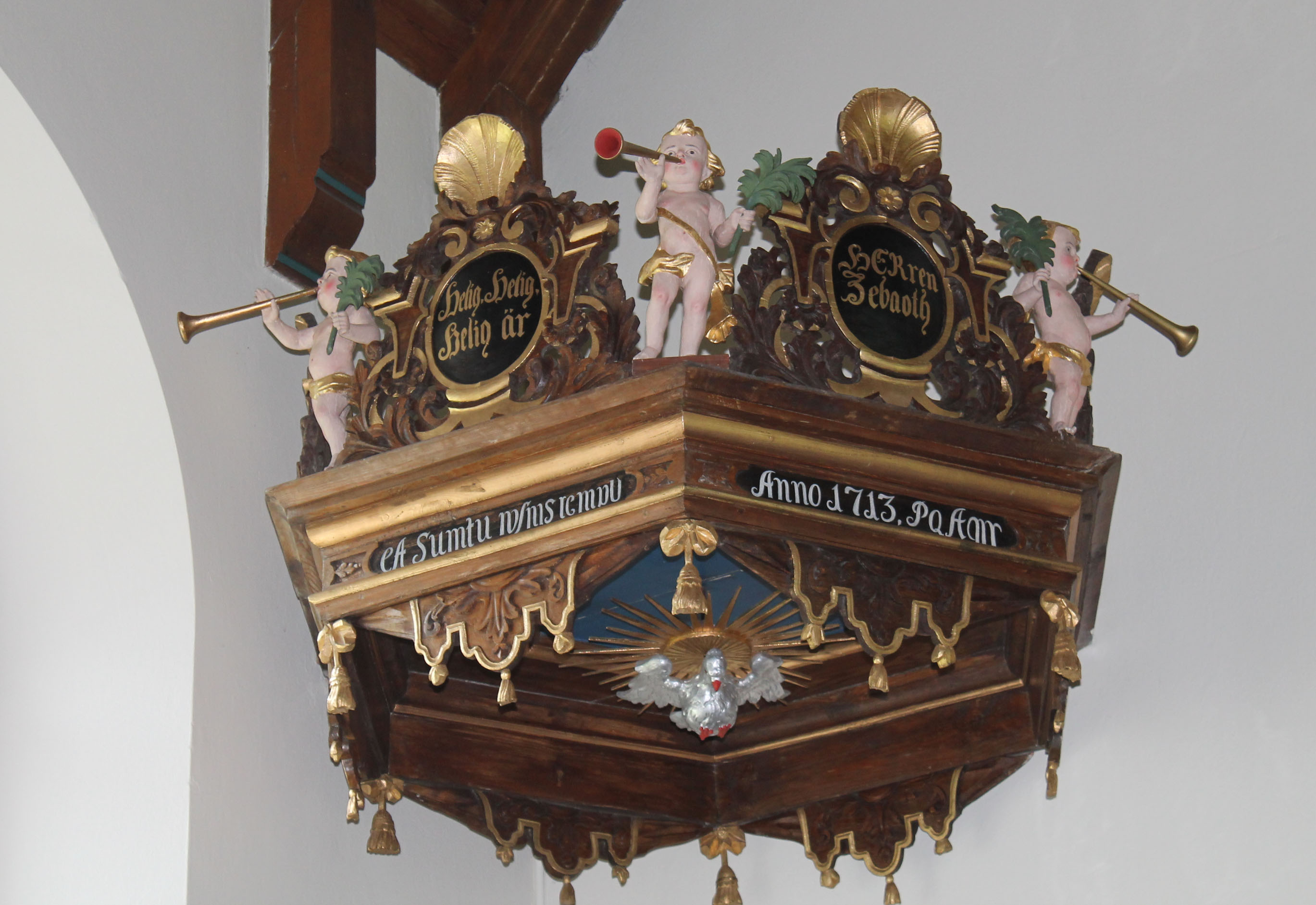
Det rikt utsmyckade ljudtaket är snidat 1713 av Sven Segervall.
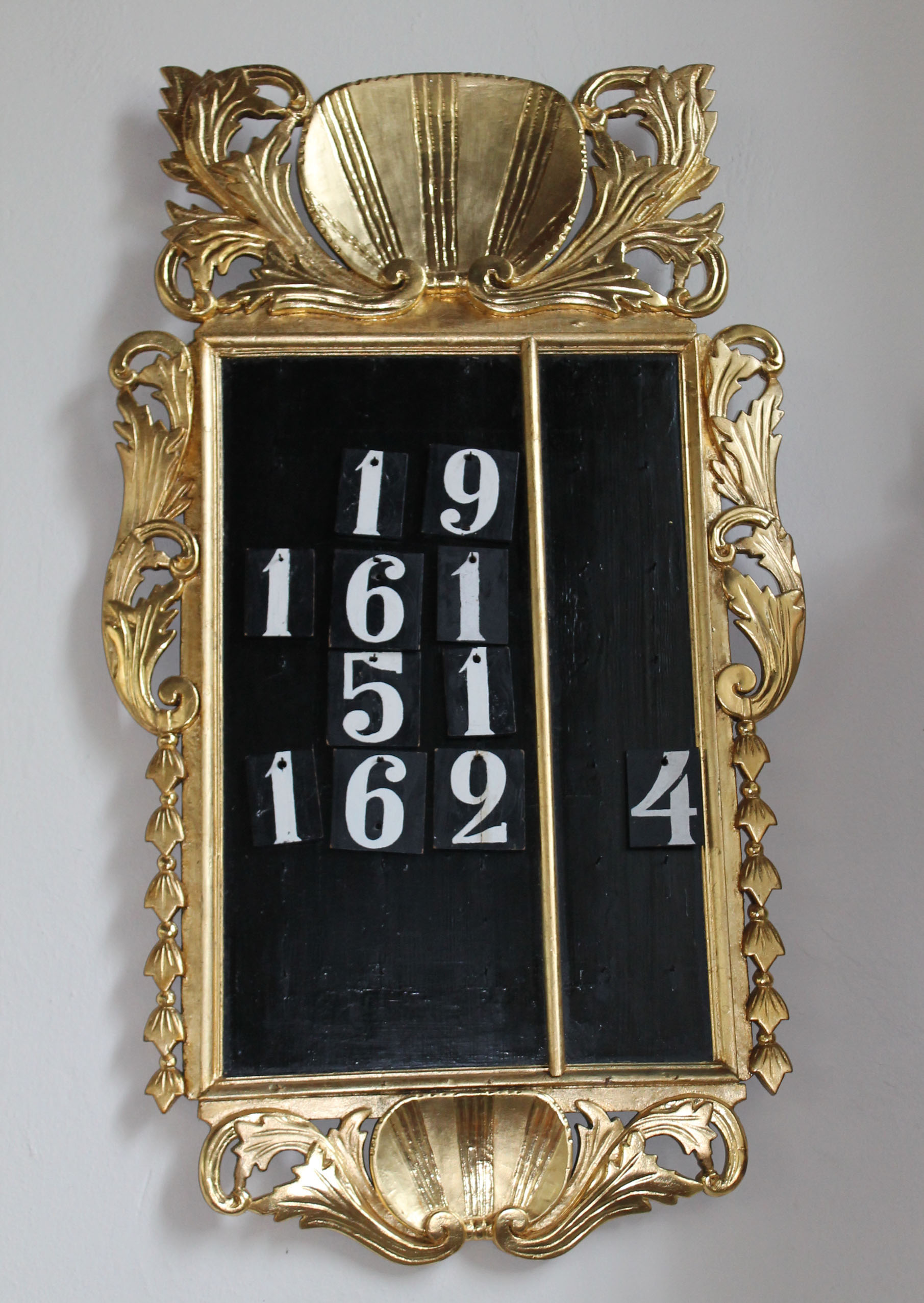
Nummertavla från  1700 eller 1800-talet.
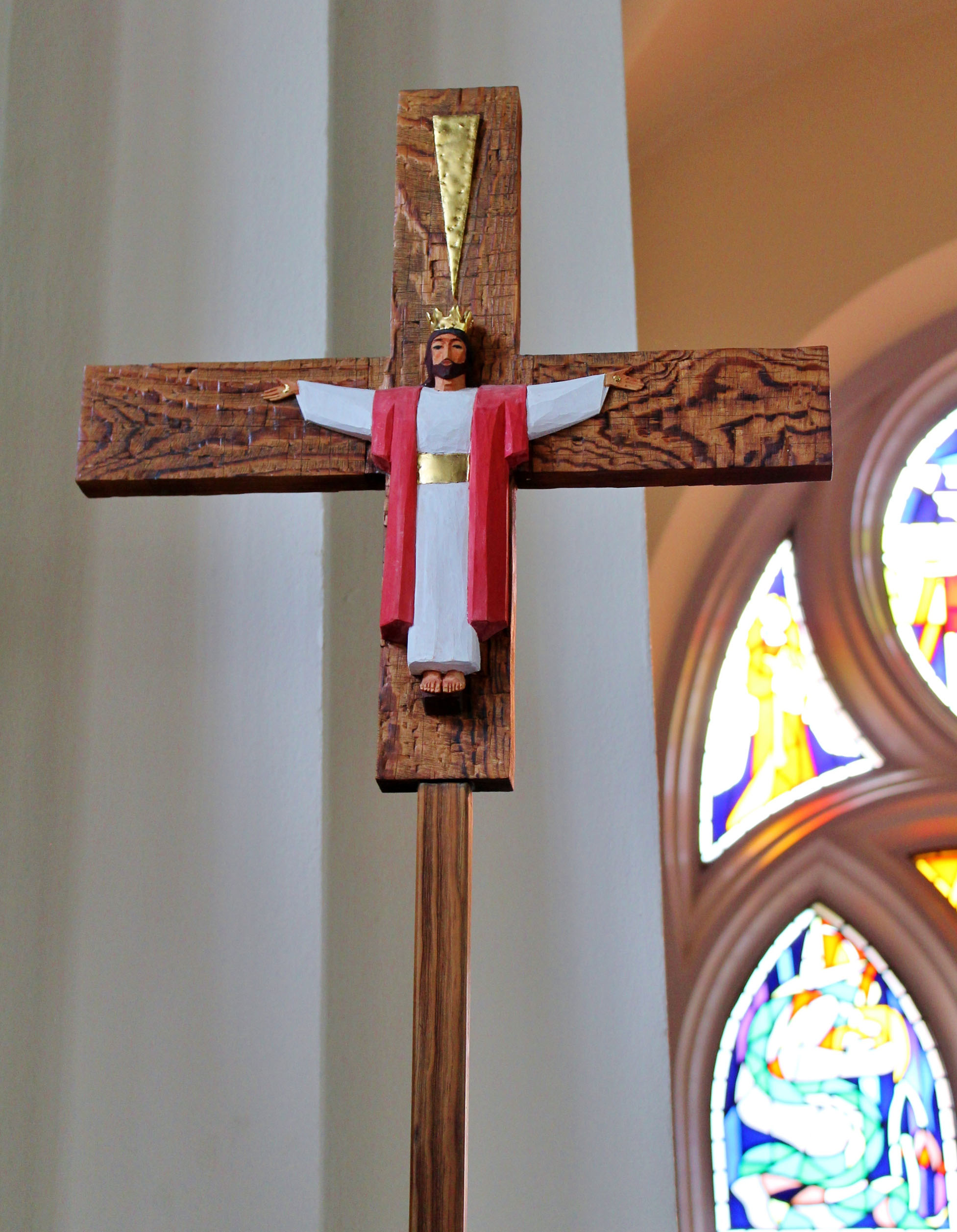
Processionskrucifix .
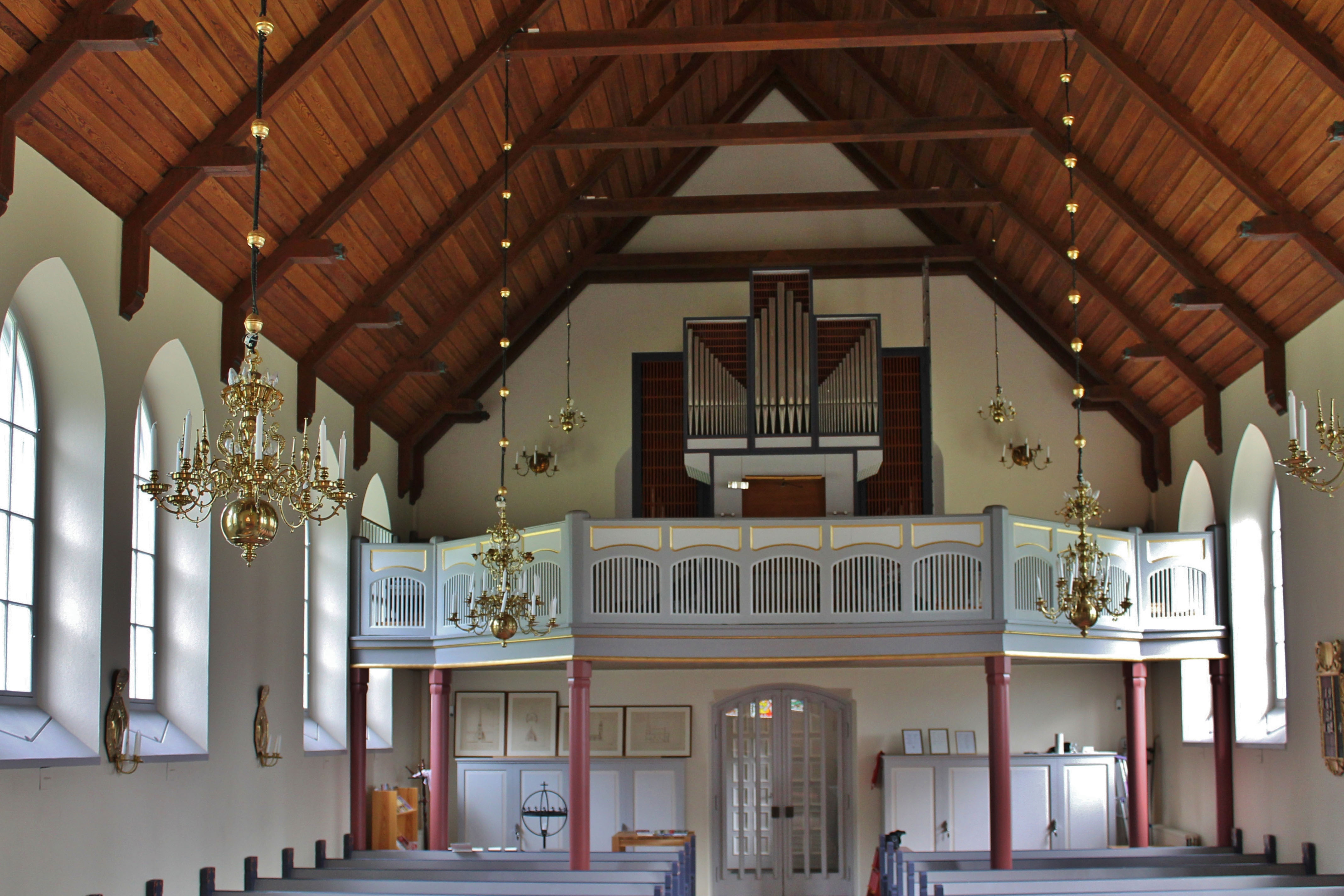
Kyrkorummet med orgelläktaren.
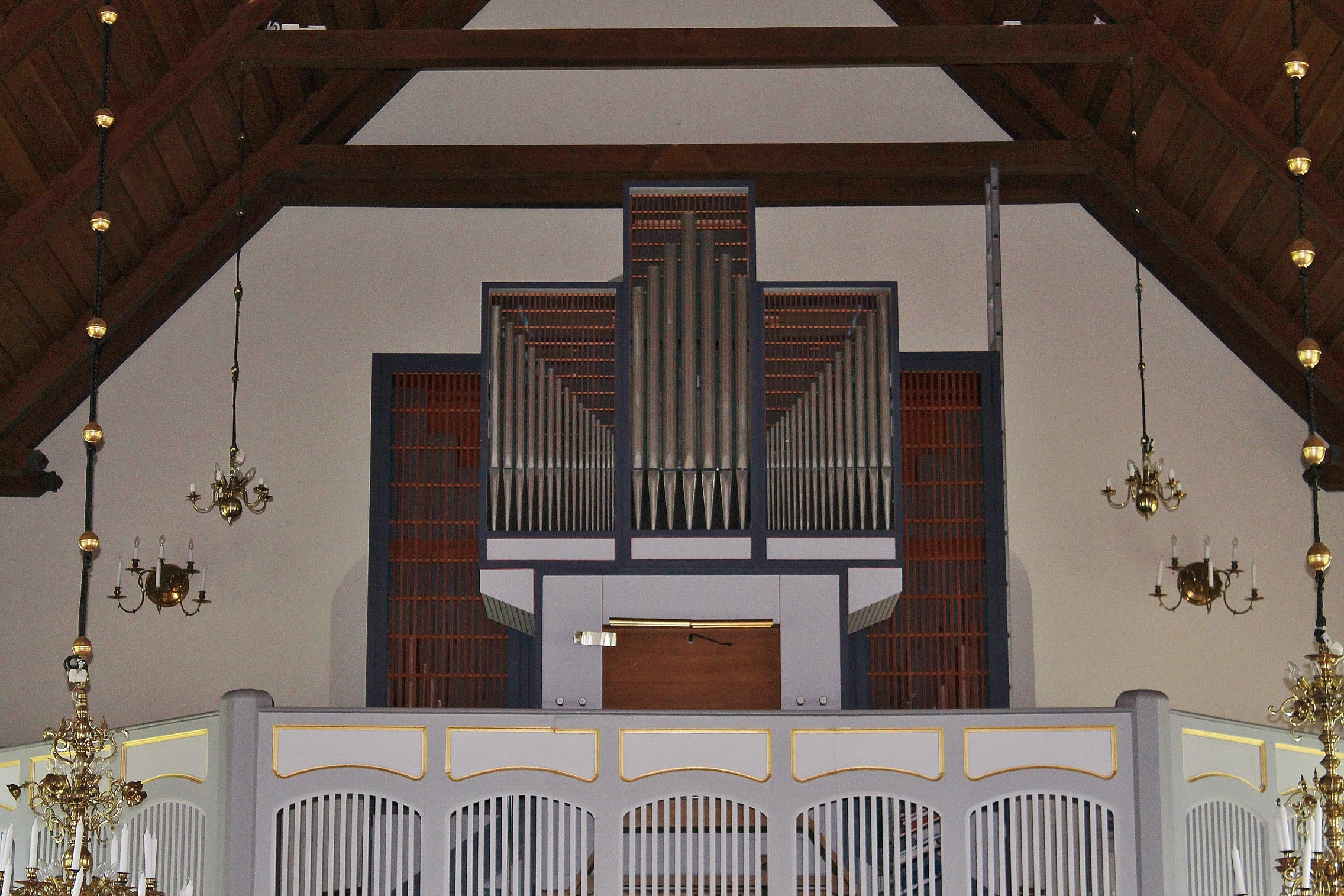
Läktarorgeln.